# Fenaison
Cet article court présente un sujet plus développé dans : Foin.

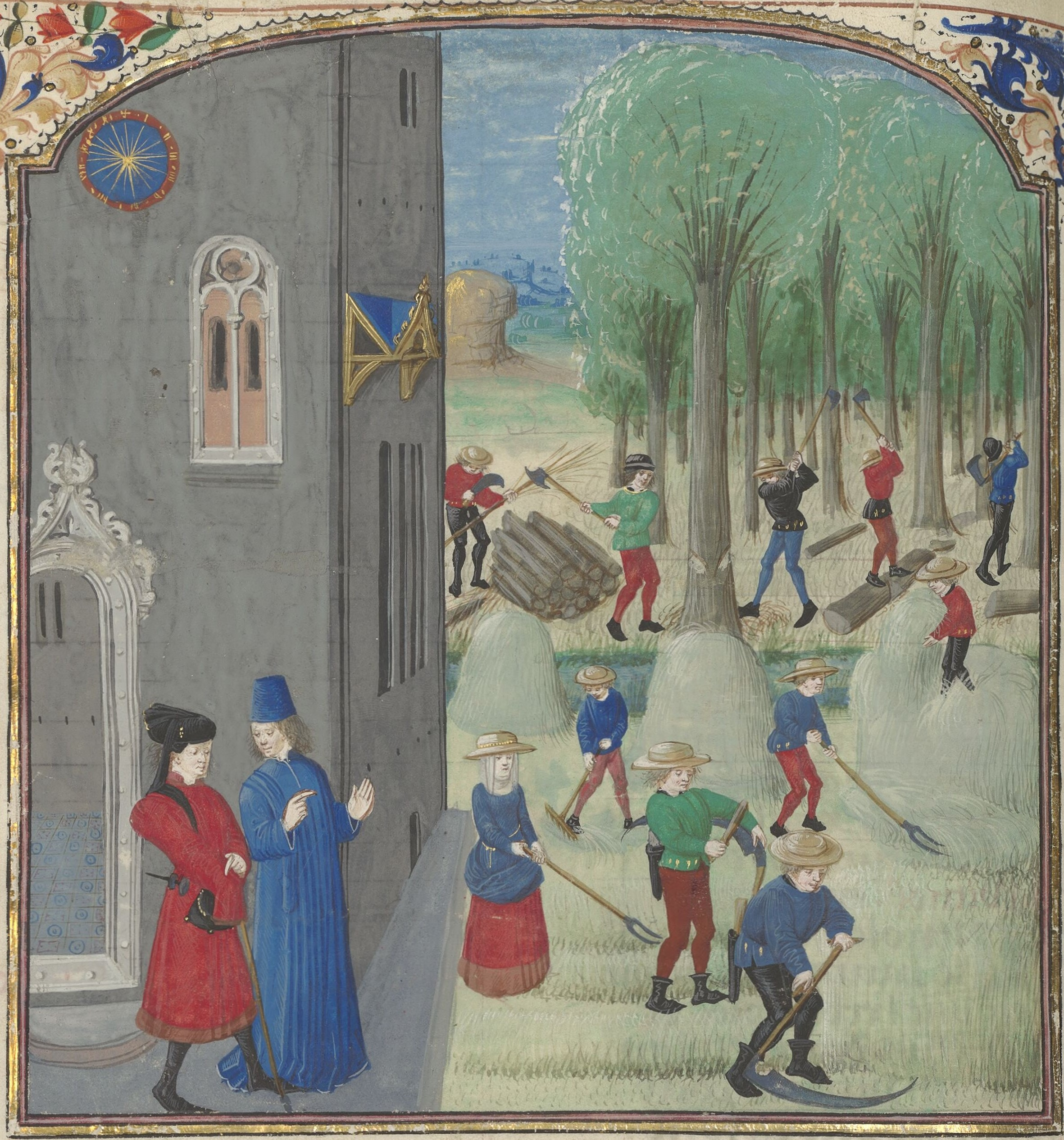
Sur l'enluminure du Rustican de Pietro de' Crescenzi, une scène associe les travaux de fauchage, d'aiguisage de la faux, de fanage (un paysan et une paysanne retournent l'herbe coupée avec une fourche à deux dents) et de dressage de meules.

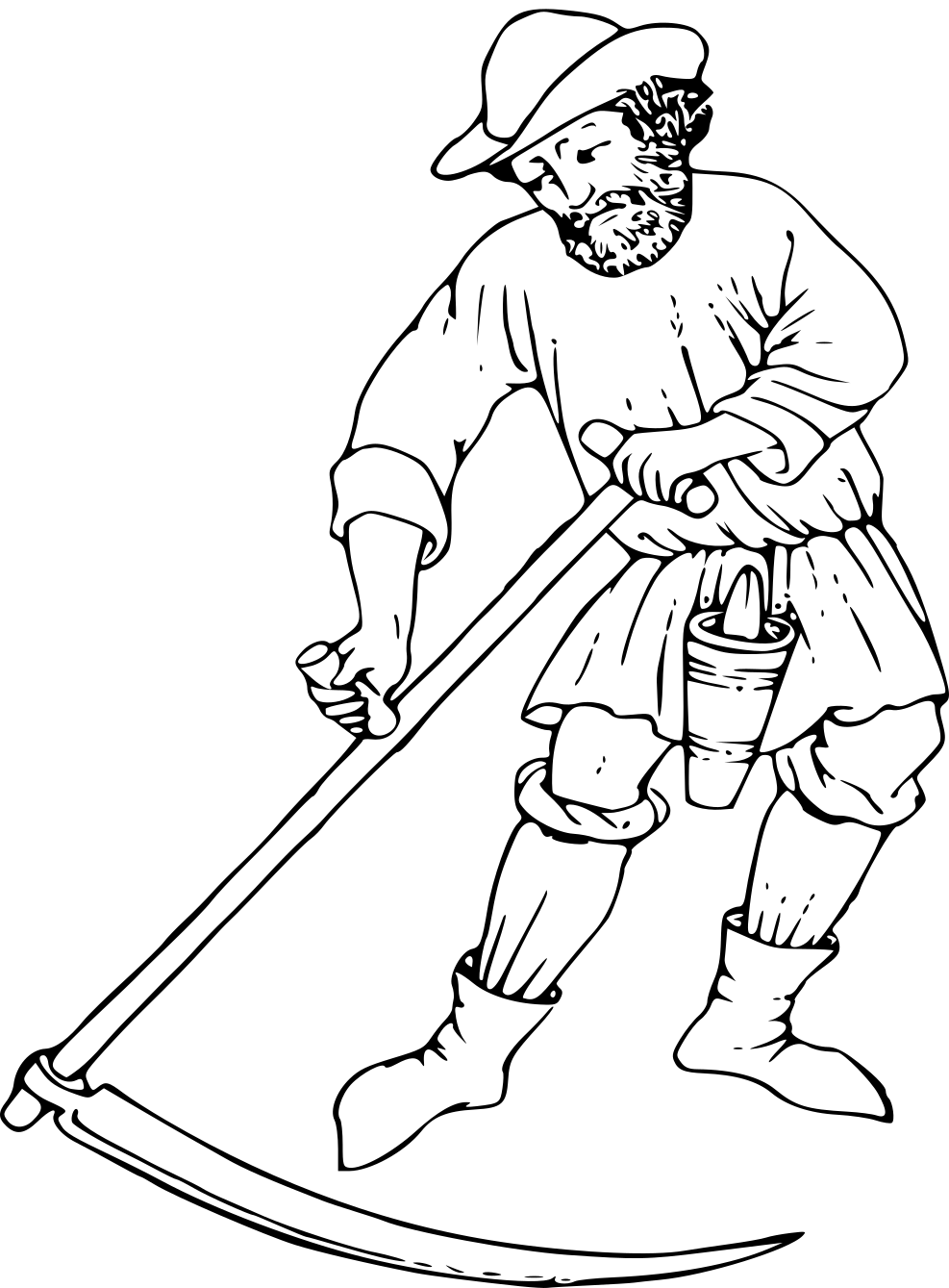
Utilisation de la faux.

La fenaison est la coupe, le fanage puis la récolte des fourrages herbeux, ainsi que, par extension, la période où l'on fait traditionnellement les foins (juin-juillet). Au sens strict, il s'agit seulement du fanage, c'est-à-dire du séchage de l'herbe fauchée sur le champ. Autrefois on écrivait aussi fanaison (pour la même prononciation) et fener pour faner. Fanage n'est donc pas toujours synonyme de fanaison.

## Étapes
La fenaison comporte généralement de nos jours quatre étapes :
- le fauchage, action de couper l'herbe à la faux ou avec une faucheuse ;
- le fanage, acte de retourner l'herbe, une ou plusieurs fois, avec une faneuse ou un râteau-faneur pour faciliter et accélérer son séchage ;
- l'andainage consistant à regrouper le foin en rangs avec un andaineur ;
- le ramassage en vrac ou le ramassage-bottelage, pour les fenaisons mécanisées à l'aide de la botteleuse ou presse qui réalise la mise du foin en bottes plus ou moins compactes, parallélépipédiques ou rondes, afin qu'il soit facilement transporté et stocké au grenier à foin ou fenil, en grange ou dans un hangar.

Lorsque le séchage est terminé en grange le foin doit être ramassé en vrac ou en bottes rectangulaires peu serrées.
Le foin était autrefois souvent salé au fenil, du moins lorsqu'il n'y avait pas de gabelle, pour améliorer sa conservation. Cette méthode est quelquefois reprise de nos jours mais plutôt avec un salage sur l'andain ce qui augmente encore la vitesse de dessiccation. Les animaux profitent aussi du sel.

## Histoire
Toutes ces opérations étaient autrefois manuelles.

Fenaison manuelle
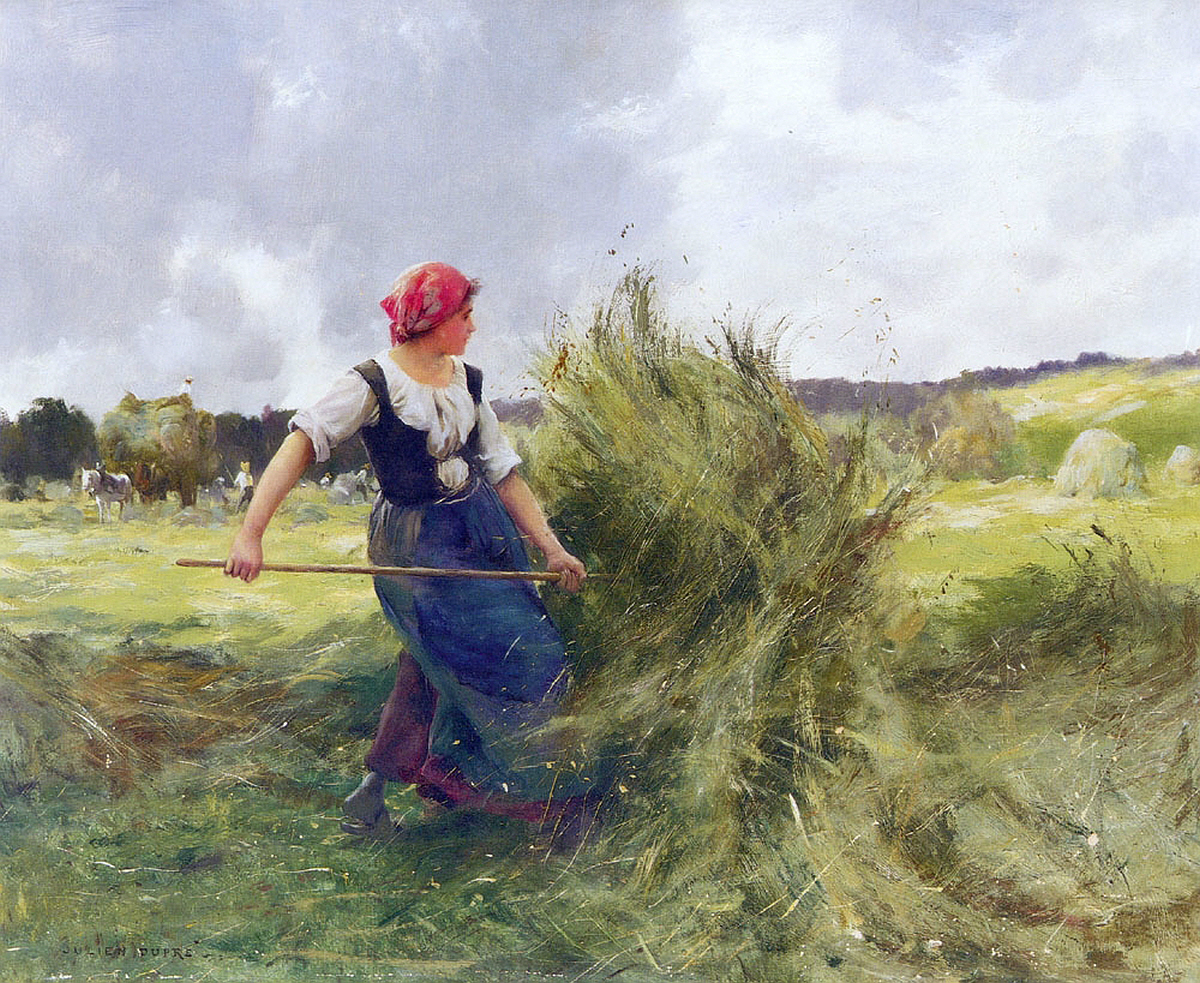
Fanage à la fourche, Julien Dupré, vers 1880
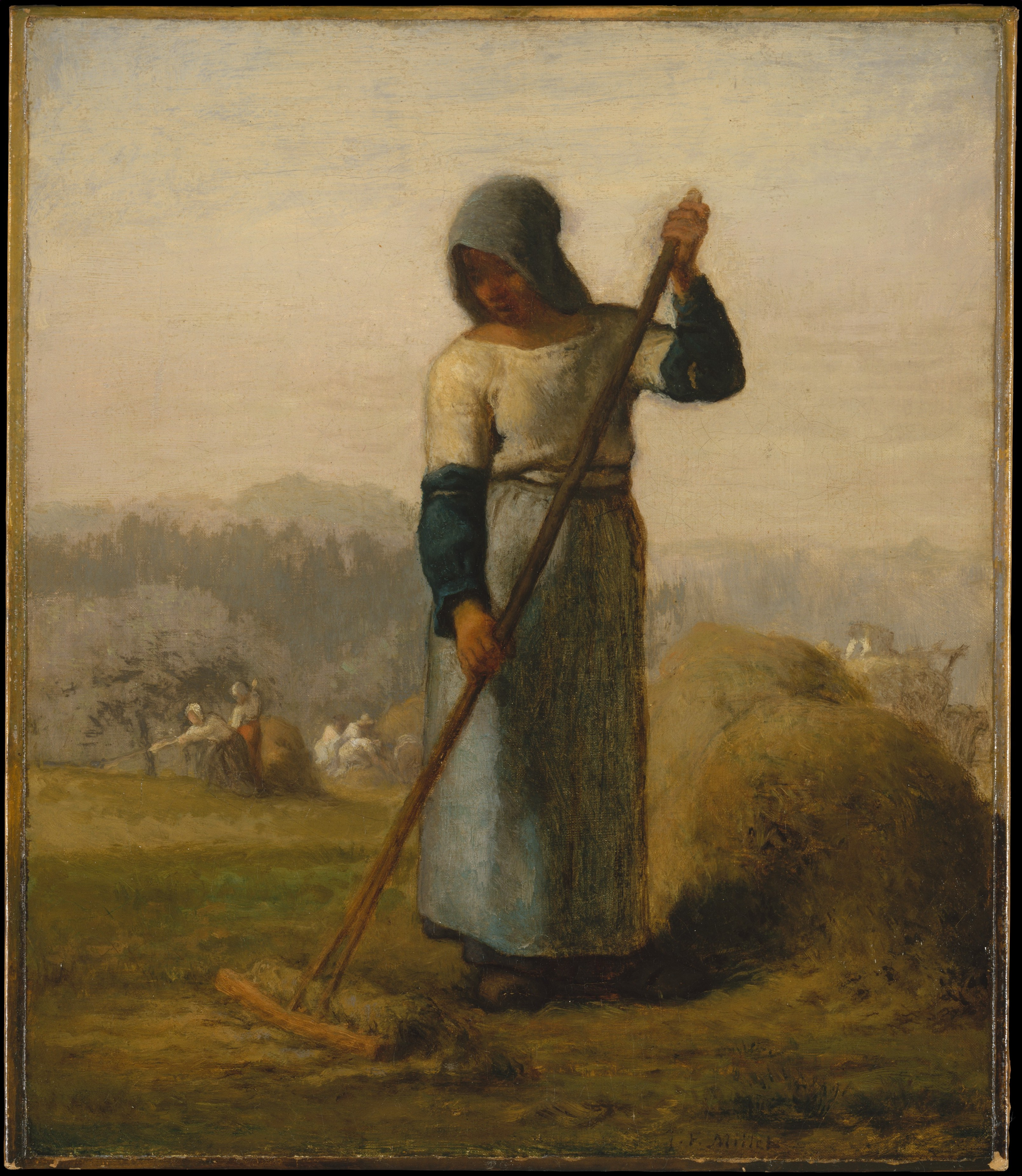
Mise en meulons du foin avec un rateau. Jean-François Millet, vers 1856.
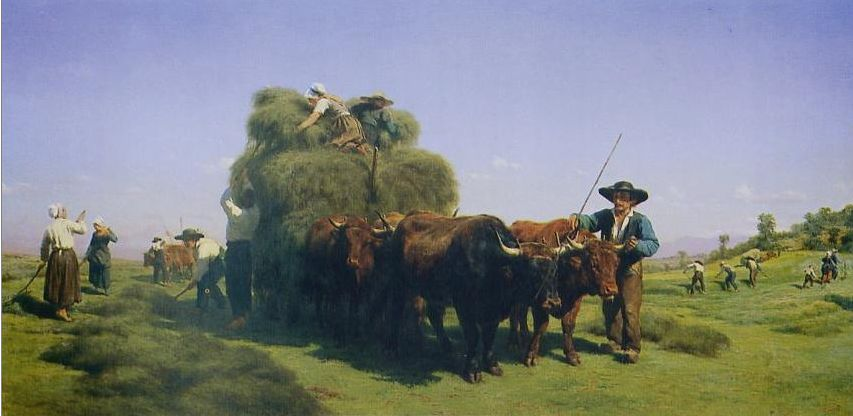
La Fenaison en Auvergne Rosa Bonheur, 1855.Fauche et fanage à droite, andainage au rateau à gauche, chargement pour le transport au centre.
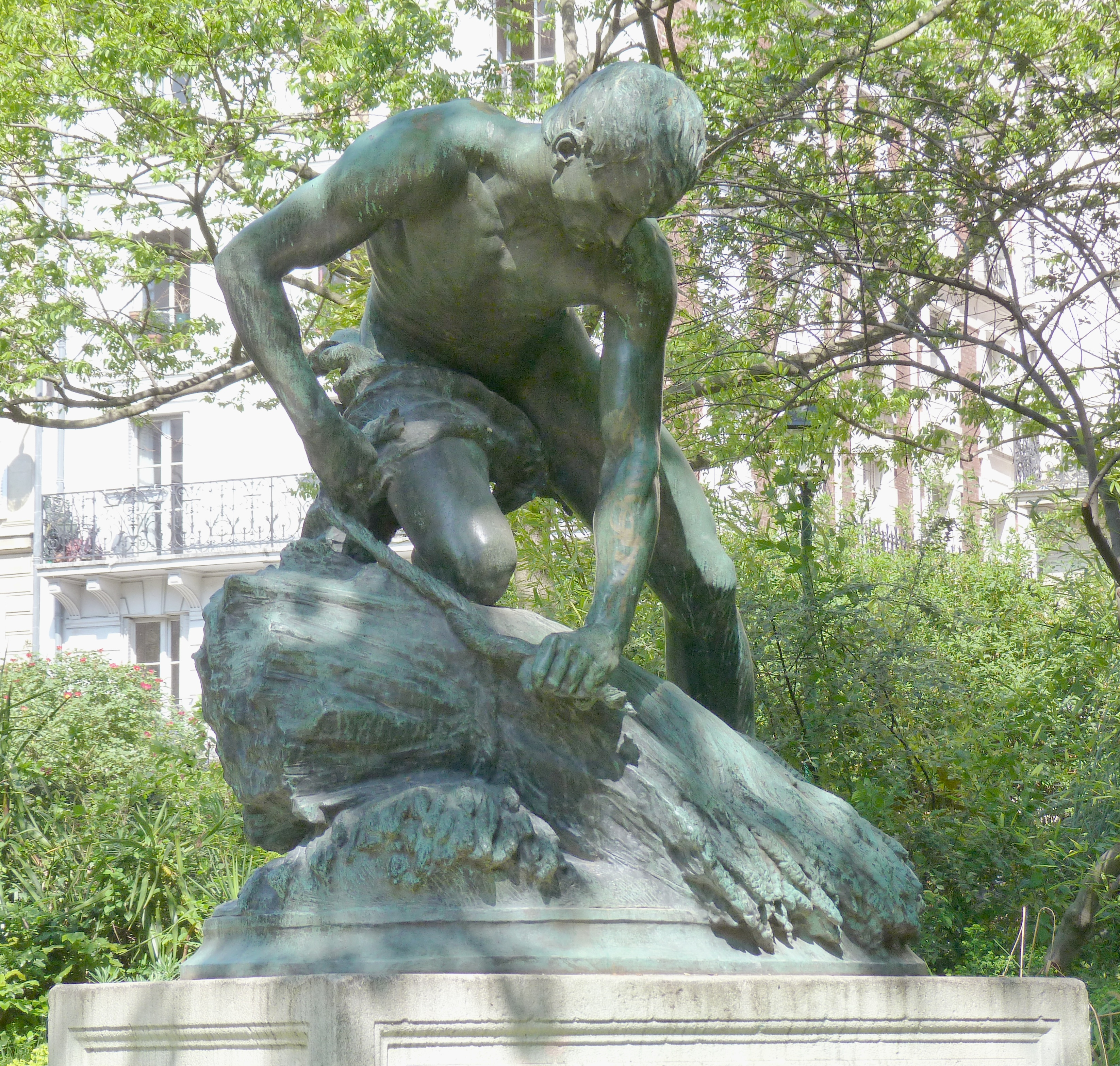
Le Botteleur, bronze de 1891, Jacques Perrin.
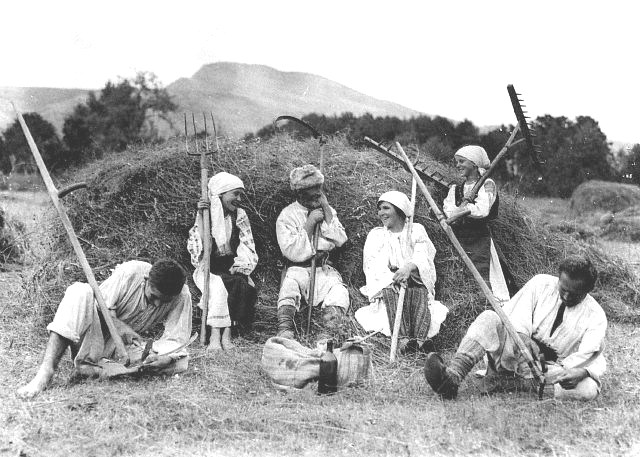
Pause pendant la fenaison, Roumanie, 1920.
Armes de Stuttgart-Heumaden : fourche à faner et rateau à foin[4]. Les fourches à foin n'ont que 2 ou 3 doigts.

Elles sont aujourd’hui largement mécanisées.

Fenaison mécanique
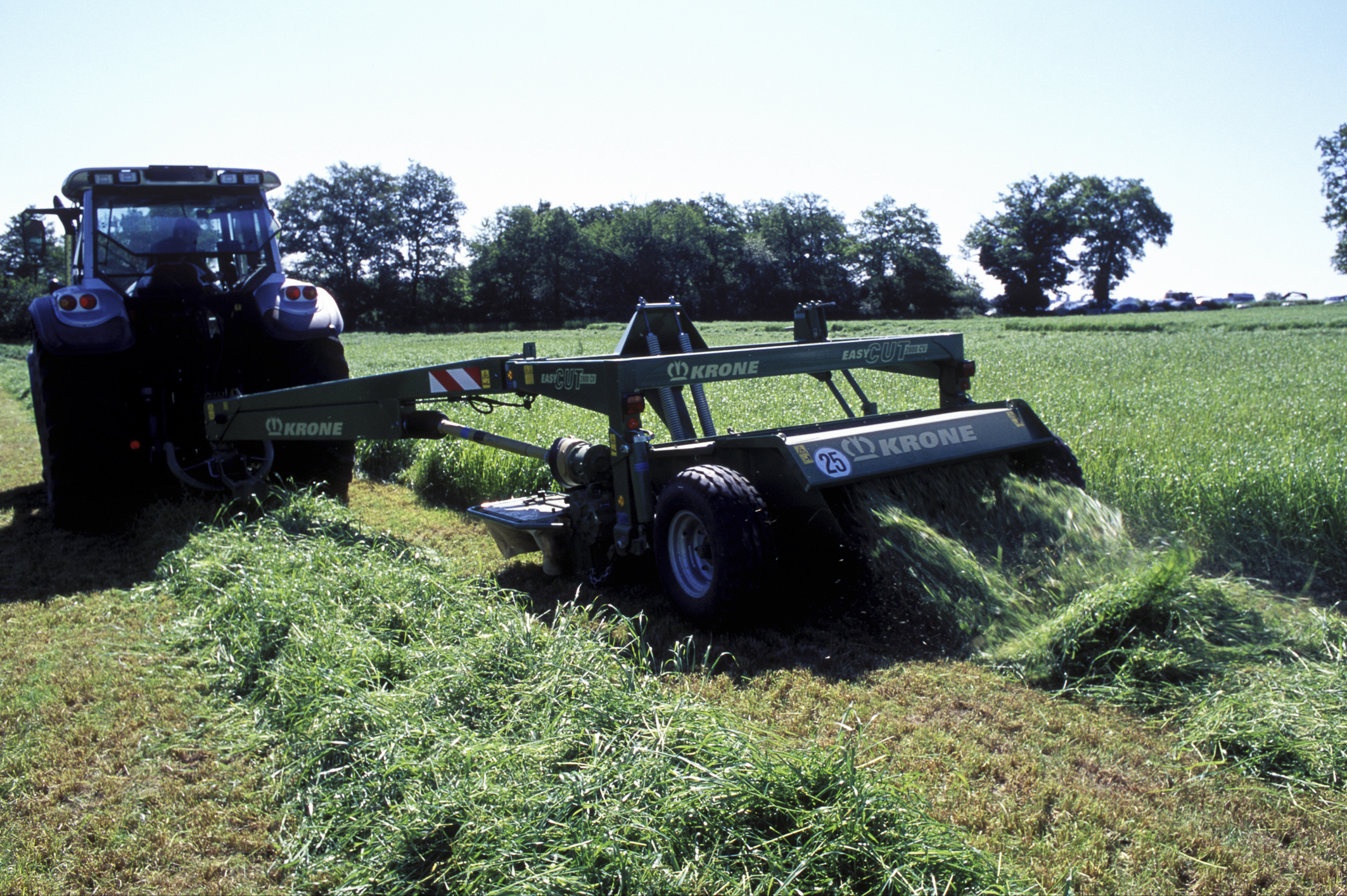
Faucheuse-conditionneuse au travail, la conditionneuse secoue ou écrase le fourrage pour accélérer sa dessication.
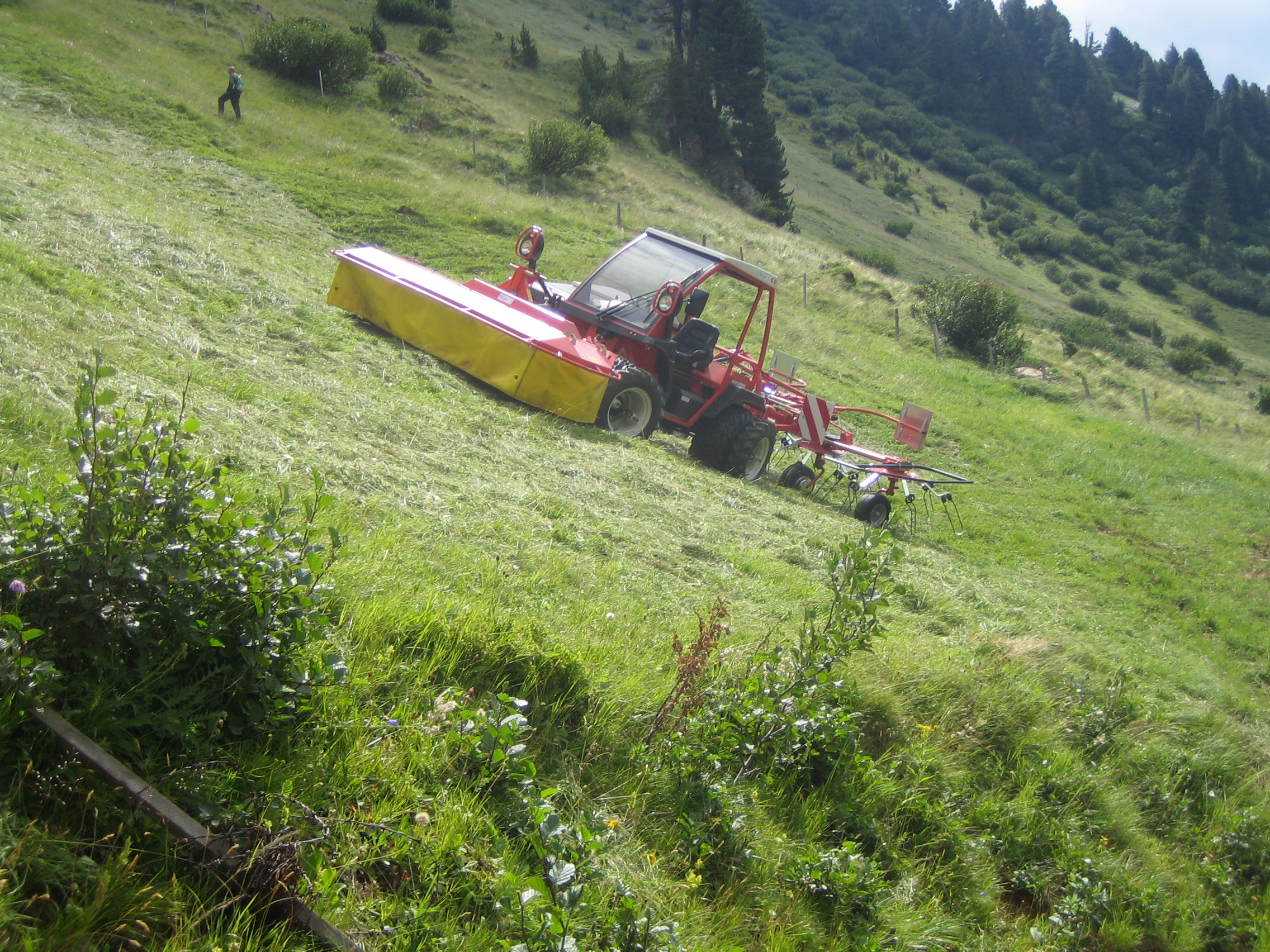
Fauchage et fanage simultanés avec un tracteur adapté à la montagne
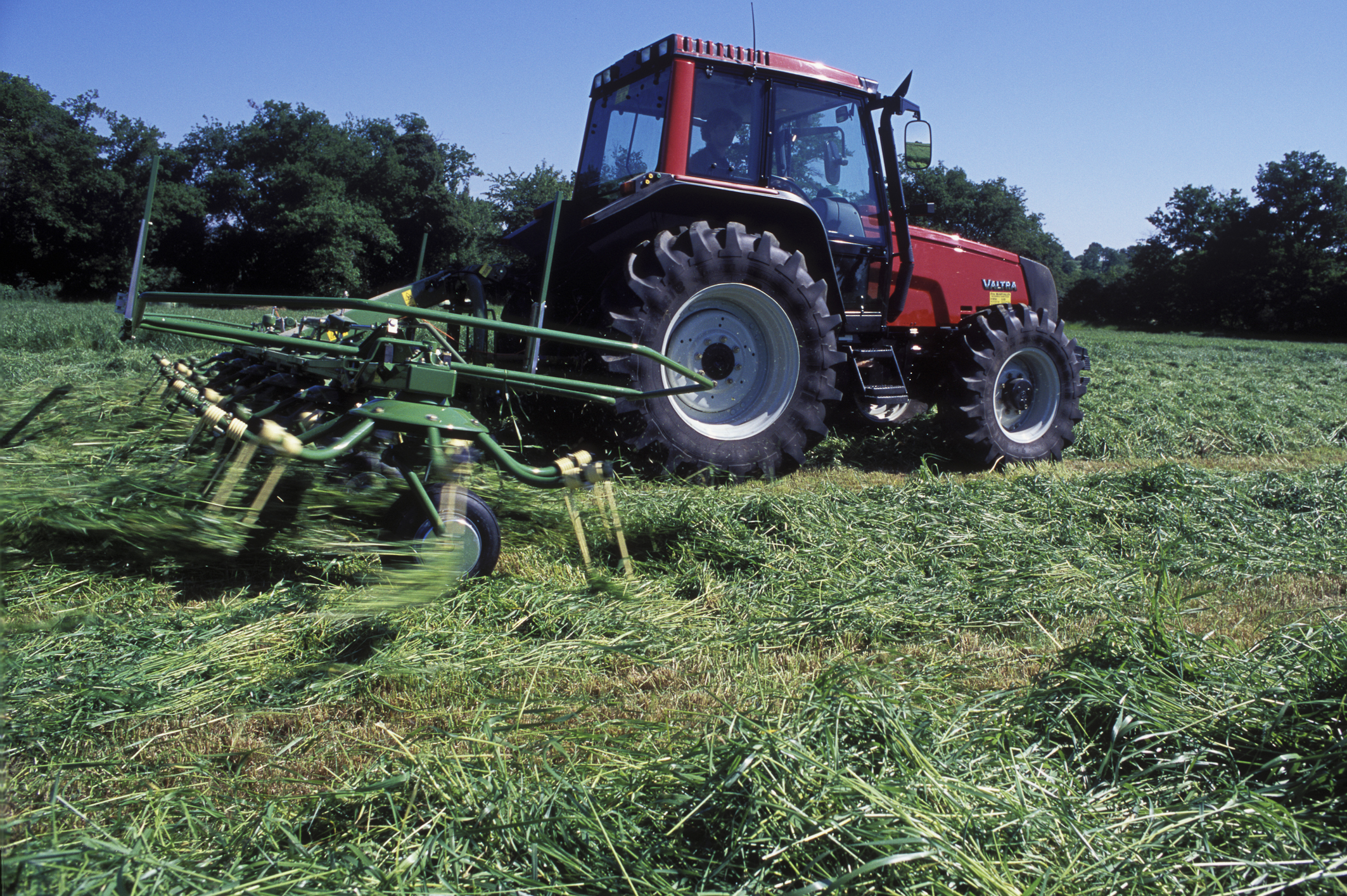
Fanage d'andains de faucheuse avec une faneuse à rotors.
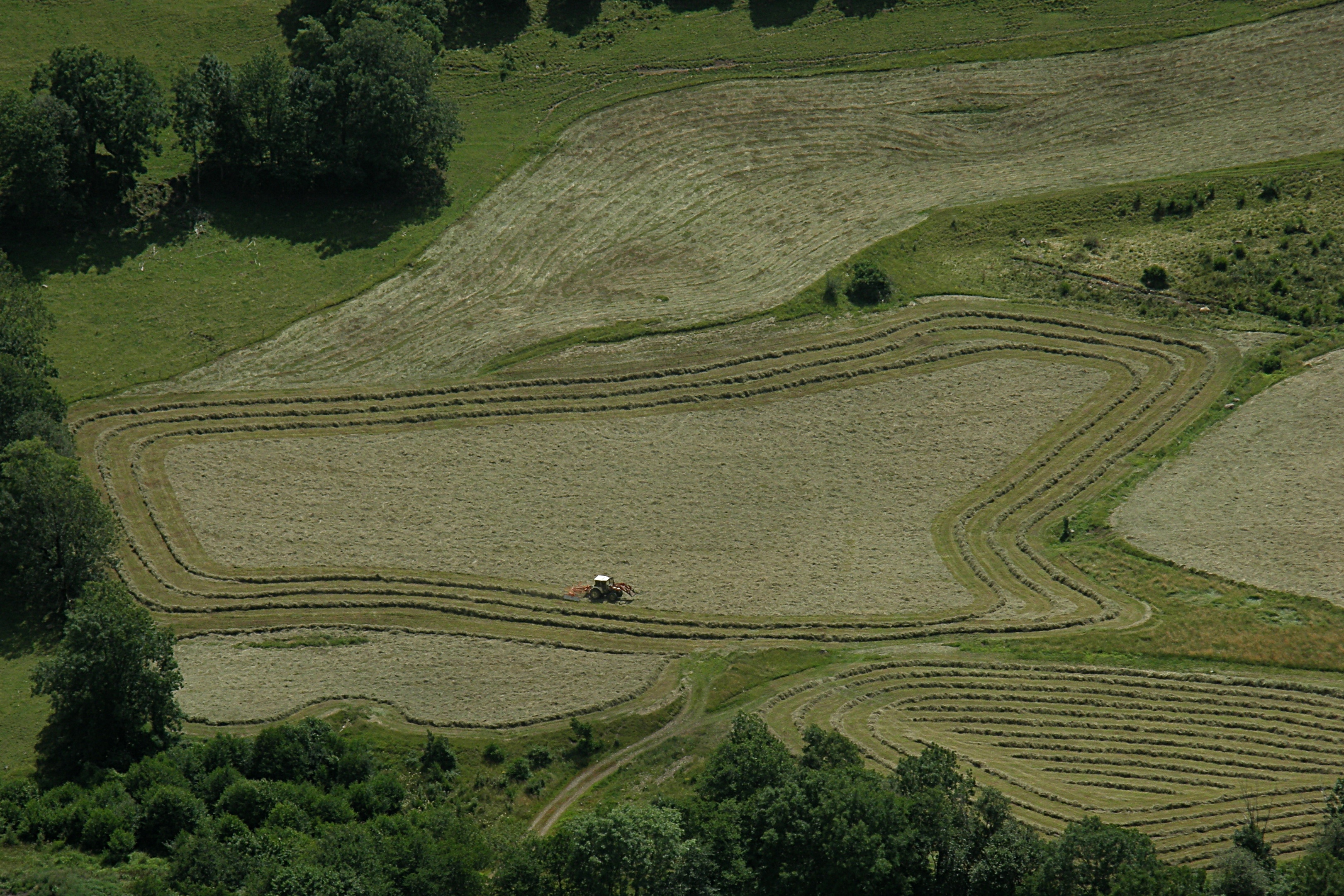
Andainage mécanisé.
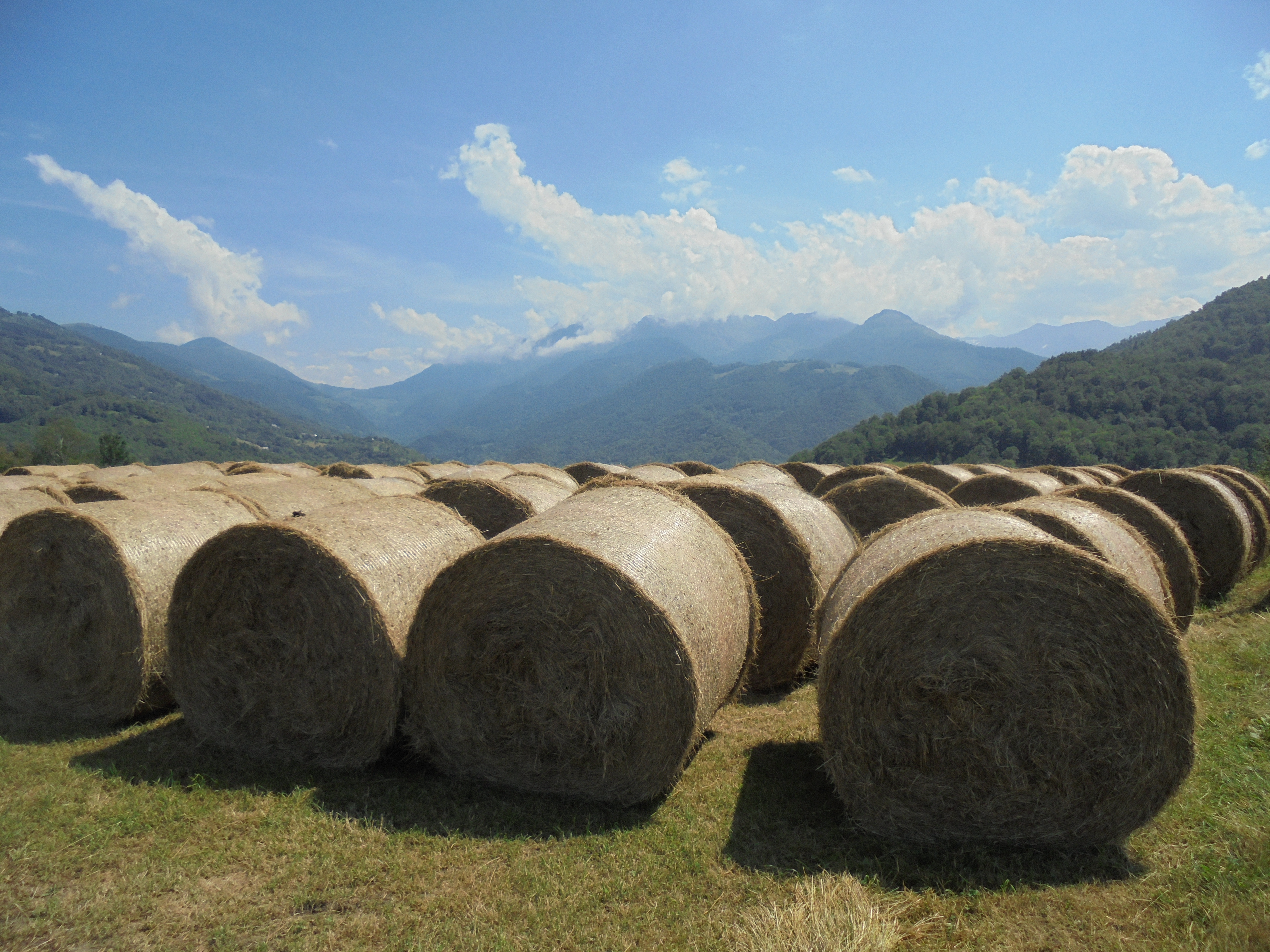
Balles rondes en moyenne montagne.

## Saison

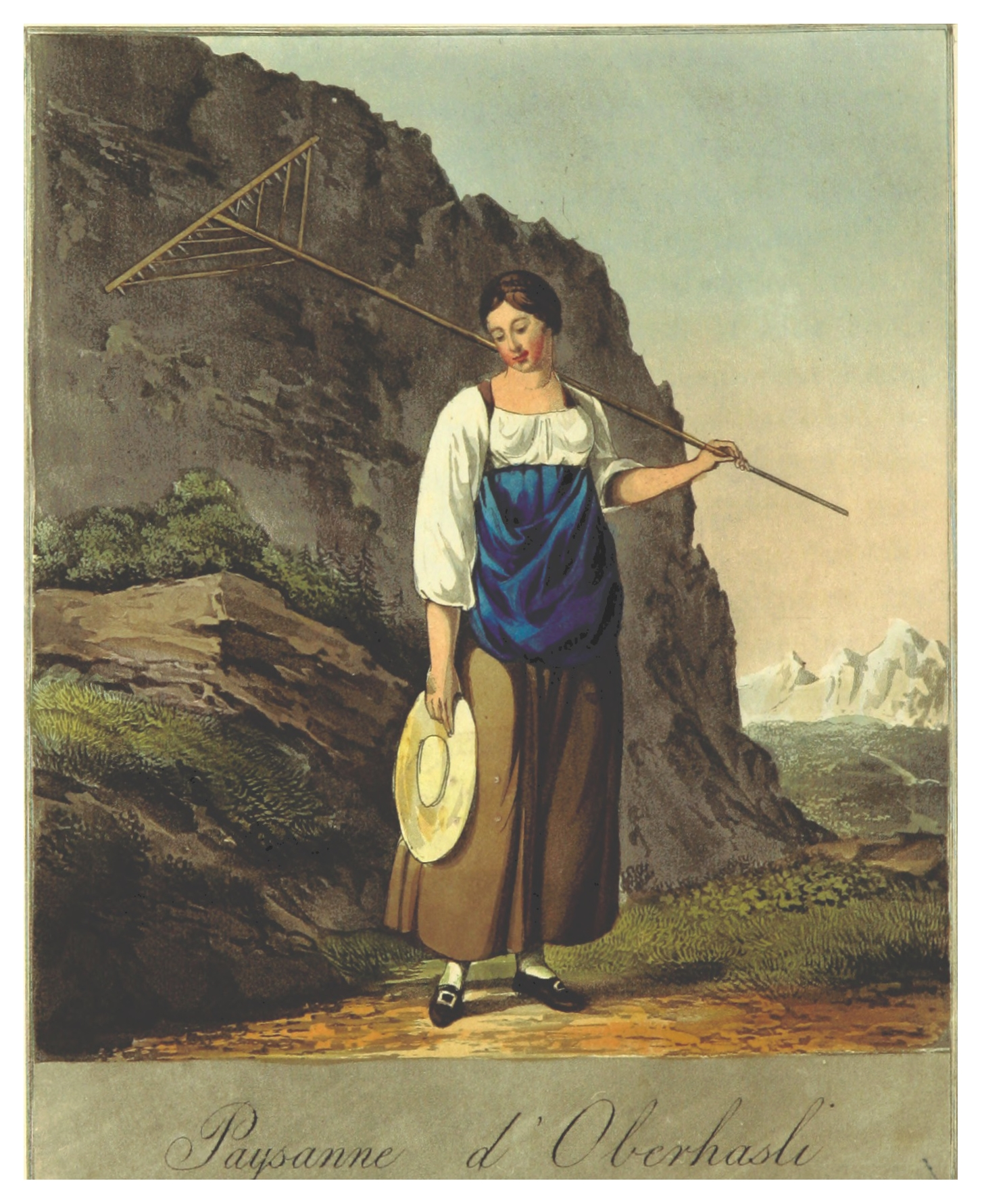
Faneuse d'Oberhasli avec un rateau, canton de Berne, Suisse. Par Reinhardt, 1823, Costumes de Suisse.

La valeur nutritive et l’ingestibilité des fourrages conservés sont principalement déterminées par celles du fourrage vert au moment de la fauche. Un fourrage récolté au stade feuillu possède une meilleure valeur alimentaire qu’au stade
épiaison. Une récolte au stade épiaison ou floraison permet d’atteindre un niveau de rendement plus élevé.
Le stade optimal de la première récolte pour les graminées prairiales au printemps est donc le début de l'épiaison.

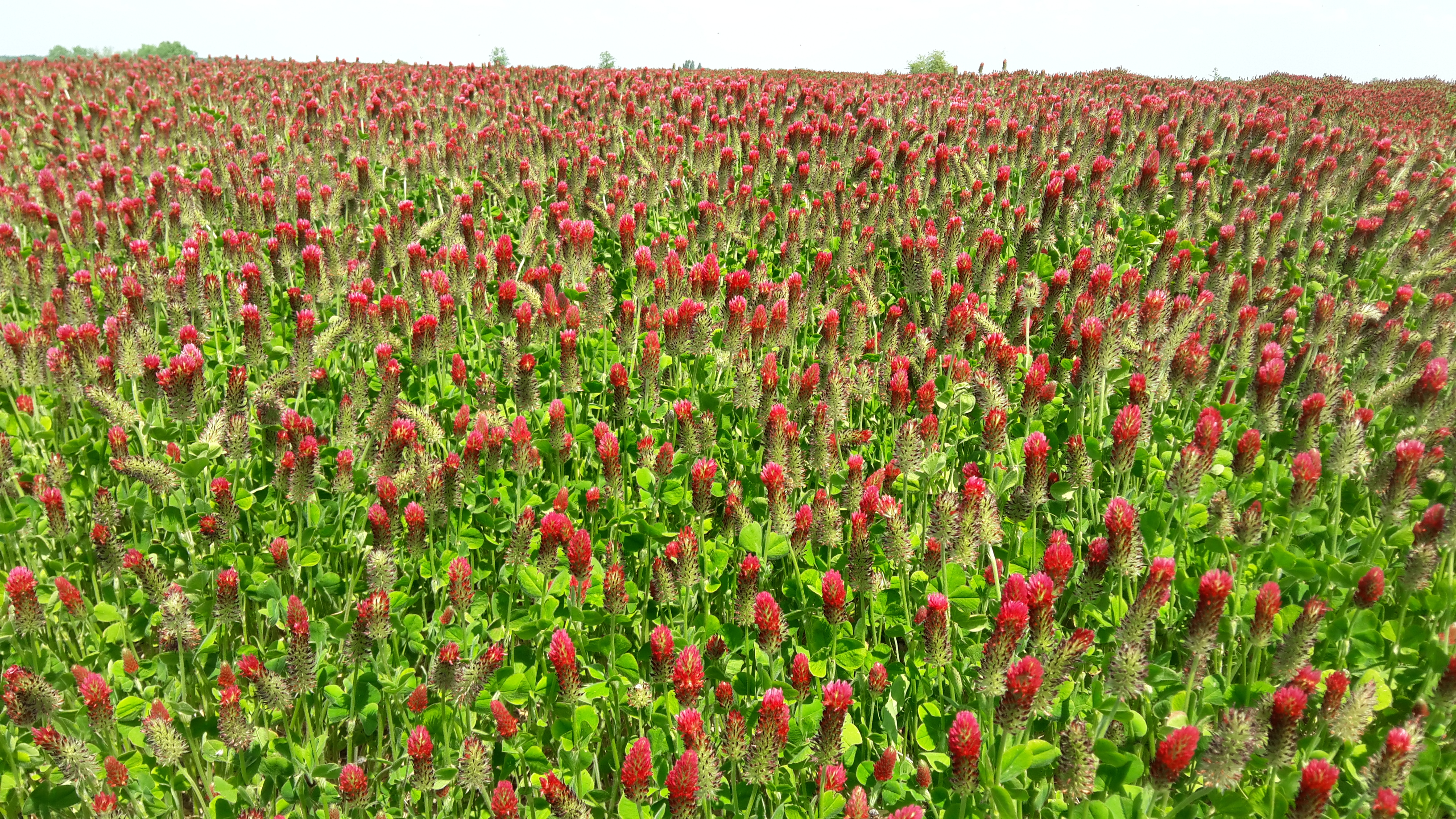
Trèfle incarnat peu avant la fanaison, fin mai en Touraine.

Pour les légumineuses (luzerne, trèfles, ...), la valeur alimentaire baisse moins vite que celle des graminées au cours de la saison. Il était d'usage de dépasser le stade optimal de récolte en laissant fleurir les plantes une fois par an, pour assurer, peut-être, la pérennité de la culture. Certaines floraisons de légumineuses sont particulièrement esthétiques (trèfle incarnat, lotier, sainfoin) et donnent au foin une odeur agréable.
Par la suite, l'herbe repousse, elle est soit pâturée, soit fauchée à nouveau. La deuxième, voire la troisième ou la quatrième coupe d'herbe de l'année d'une surface fourragère est appelée regains (ou plus communément, seconde pousse).
Une date de récolte optimale par temps sec permet d’assurer la qualité et le rendement. En général elle intervient après 3 à 5 jours consécutifs de beau temps, avec un ensoleillement important.
Si la pluie survient avant la fin du fanage, cette opération doit être répétée. Il y a dans ces conditions perte de temps et de qualité, aussi la fanaison est souvent pour les éleveurs synonyme de travail ardu et de stress.